# Freccia del Brabante 1989
La Freccia del Brabante 1989, ventinovesima edizione della corsa, si svolse il 26 marzo su un percorso di 194 km, con partenza a Sint-Genesius-Rode e arrivo ad Alsemberg. Fu vinta dal belga Johan Capiot della squadra TVM-Van Schilt, che bissò il successo dell'edizione precedente, davanti all'olandese Adrie van der Poel e all'altro belga Dirk De Wolf.

## Ordine d'arrivo (Top 10)
| Pos. | Corridore           | Squadra               | Tempo    |
| ---- | ------------------- | --------------------- | -------- |
| 1    | Johan Capiot        | TVM-Van Schilt        | 4h44'00" |
| 2    | Adrie van der Poel  | Domex-Weinmann        | s.t.     |
| 3    | Dirk De Wolf        | Hitachi               | s.t.     |
| 4    | Frans Maassen       | Superconfex-Yoko      | a 23"    |
| 5    | Dag Erik Pedersen   | PDM-Ultima-Concorde   | s.t.     |
| 6    | Marc van Orsouw     | PDM-Ultima-Concorde   | s.t.     |
| 7    | Edwig Van Hooydonck | Superconfex-Yoko      | s.t.     |
| 8    | Wilfried Peeters    | Histor-Sigma          | a 3'35"  |
| 9    | Ronny Van Holen     | ADR- W-Cup-Bottecchia | s.t.     |
| 10   | Carlo Bomans        | Domex-Weinmann        | s.t.     |